# Fitna de al-Ándalus
La fitna de al-Ándalus o guerra civil andalusí fue el período de inestabilidad y guerra civil que vivió Al-Ándalus entre 1009 y 1031 y que supuso el colapso del Califato de Córdoba y la aparición de los primeros reinos de taifas. El nombre de fitna se lo dieron los cronistas árabes. En lengua árabe fitna, que se suele traducir como «guerra civil», como ha destacado Eduardo Manzano Moreno, «expresa la idea de prueba infligida por Dios a los pecadores, una tentación provocada por circunstancias externas ante las que la fe de los musulmanes puede sucumbir en una situación de profunda división dentro de la comunidad de los Creyentes».
Comenzó en 1009 con un golpe de Estado y un levantamiento popular en Córdoba que supuso el asesinato de Abderramán Sanchuelo, hijo de Almanzor, la deposición del califa Hisham II y el ascenso al poder de Muhammad ibn Hisham ibn Abd al-Yabbar, bisnieto de Abderramán III. Dividido todo el territorio andalusí en una serie de reinos taifas, se considera que la fitna llegó a su fin con la abolición definitiva del Califato en 1031, aunque varios reyezuelos siguieran proclamándose califas. En el trasfondo de los problemas políticos se hallaba, entre otros, la agobiante presión fiscal necesaria para financiar el coste de los esfuerzos bélicos amiríes.
A lo largo del conflicto, los diversos contendientes llamaron en su ayuda a los reinos cristianos. Córdoba y sus arrabales fueron saqueados repetidas veces, y sus monumentos, entre ellos el Alcázar y Medina Azahara, destruidos. La capital llegó a trasladarse temporalmente a Málaga. En poco más de veinte años se sucedieron 10 califas distintos (entre ellos Hisham II restaurado), pertenecientes tres de ellos a una dinastía distinta de la Omeya, la hammudí.

## Antecedentes
Al morir en 976 el califa Al-Hakam II dejó como único heredero a su hijo Hisham II, todavía menor de edad, lo que planteó un grave problema sucesorio porque la ley islámica prohibía que un menor pudiera ser califa. Esto abrió las opciones del hermano de Al-Hakam, Al-Mugira, que contaba con el apoyo de algunos altos dignatarios de la corte califal. Sin embargo, el personaje más poderoso de la misma, el visir Yaáfar al-Mushafi, se opuso a esta alternativa y ordenó a Muhammad ibn Abi Amir que acabara con la vida de Al-Mugira. Muhammad cumplió la orden y el asesinato se hizo pasar por un suicidio.

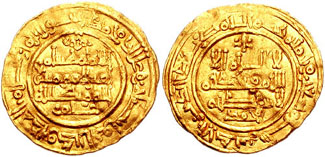
Dinar de 1006/7 del califa de Córdoba Hisham II.

Un año después Muhammad ibn Abi Amir se deshacía de al-Mushafi con la ayuda de su suegro el general Galib, y ambos se convirtieron a partir de entonces en los dos hombres fuertes del califato. Finalmente en 981 se produjo el enfrentamiento entre los dos. Galib murió en el campo de batalla y Muhammad Ibn Abi Amir quedó como hayib único. Desde entonces el nuevo hombre más poderoso de Al-Ándalus — por encima del propio califa que quedó recluido en el palacio de Medina Azahara — adoptó el sobrenombre de Almanzor, «el Victorioso». Sin embargo Almanzor siempre mantendrá un respeto absoluto a la legitimidad omeya del califa Hisham II y su gobierno se atendrá a este principio, como lo demostraron la gran ampliación que se llevó a cabo bajo su mandato de la mezquita de Córdoba o la reactivación de la guerra santa contra los reinos cristianos del norte para la que reclutó guerreros a caballo bereberes del norte de África — para pagarles Almanzor tuvo que aumentar los impuestos, lo que provocó un descontento creciente entre la población andalusí.
Almanzor murió en el verano del año 1002 y le sucedió como nuevo hayib su hijo Abd al-Málik al-Muzáffar, quien siguió respetando la legitimidad omeya del califa Hisham II, aunque este siguió detentando un poder meramente formal. En 1008 murió Abd al-Malik, sucediéndole en el cargo de hayib su hermano Abd al-Rahman Sanchuelo. Pero este no siguió con la política de su padre Almanzor y de su hermano Abd al-Malik de respetar la legitimidad del califa Hisham II y consiguió convencer a este, que no tenía hijos, para que lo nombrara su sucesor — «se rompía de esta forma la continuidad dinástica», ha comentado Eduardo Manzano Moreno. La respuesta de los miembros de la familia Omeya — los nietos y bisnietos de Abd al-Rahman III — no se hizo esperar.

## LaFitna
La conspiración que empezaron a urdir los miembros de la familia Omeya encontró apoyos entre la población de la capital, Córdoba, muy descontenta a causa de los crecientes impuestos y de la presencia de los soldados bereberes, reclutados por Almanzor y por su hijo Abd al-Malik, y que se habían constituido en una casta militar aparte. La conspiración se puso en marcha en febrero de 1009 aprovechando la ausencia de Sanchuelo que había partido de Córdoba para realizar una expedición militar contra los reinos cristianos del norte. Los conspiradores dieron un golpe de Estado: derrocaron al califa Hisham II y colocaron en su lugar a Muhammad II, un bisnieto de Abd al-Ramán III, que tomó el sobrenombre de al-Mahdi, «el bien guiado».

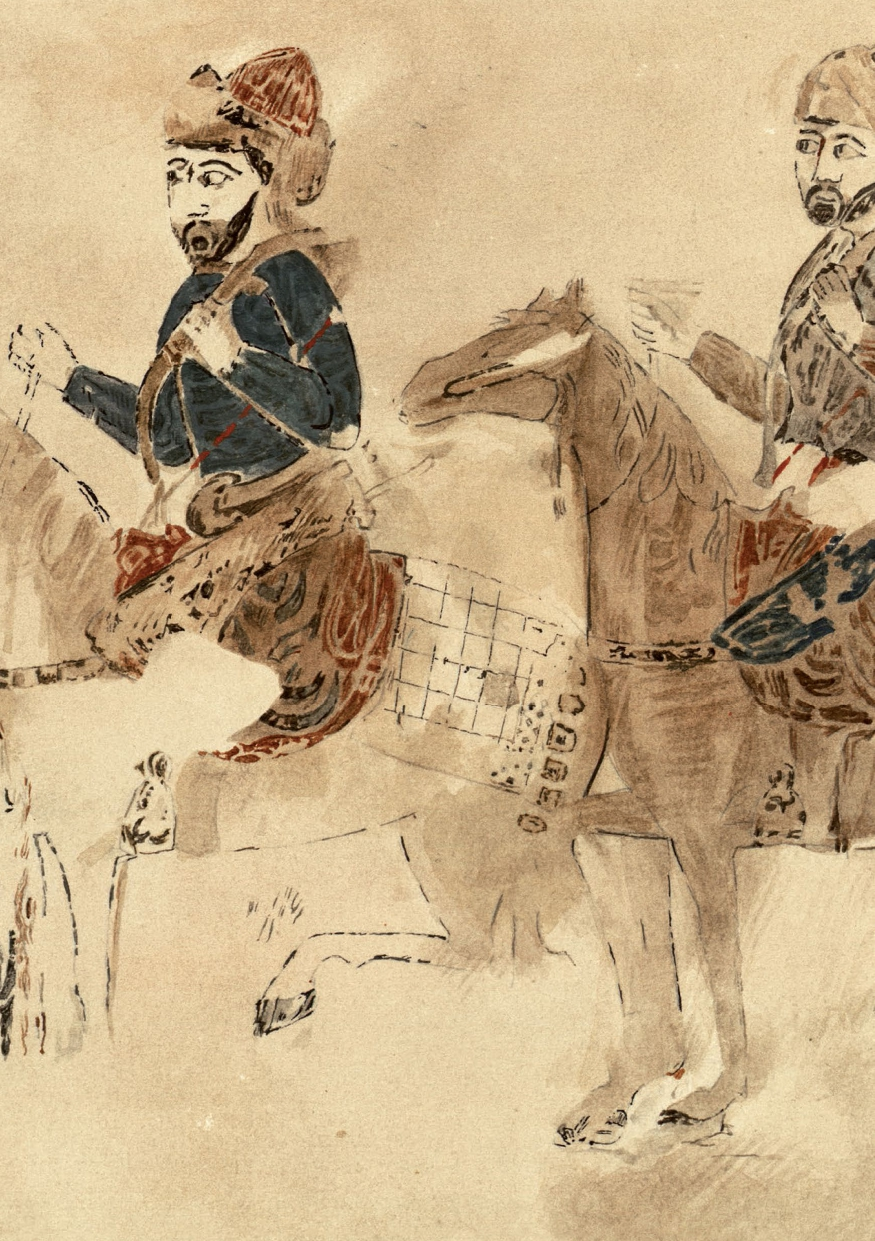
Guerreros Hispanomusulmanes representados por una pintura Nazarí del.

El golpe fue secundado por la población de Córdoba que salió a la calle gritando el lema «Ninguna obediencia más que al Mahdi». El prefecto de la capital, encargado de la percepción de los impuestos, fue asesinado y el palacio de Almanzor y de sus hijos fue saqueado. También fueron asesinados miembros de las familias de los soldados bereberes y sus bienes robados o destrozados. El propio Sanchuelo también perdió la vida en la revuelta después de haber regresado a toda prisa a Córdoba. Su cadáver fue arrastrado por la muchedumbre por las calles de la ciudad.
Los soldados bereberes reaccionaron proclamando como nuevo califa a otro miembro de la familia omeya, Sulaiman al-Mustain. En noviembre de 1009 consiguieron entrar en Córdoba y deponer a Muhammad II al-Mahdi, quien no pudo oponer mucha resistencia con el ejército de artesanos y tenderos que había formado — así en pocos meses se habían sucedido tres califas. Los bereberes habían contado con la ayuda de las tropas del conde castellano Sancho García que entró también en la ciudad junto con las tropas vencedoras. Por su parte los partidarios del califa depuesto al-Mahdi pidieron la ayuda del conde de Barcelona Ramón Borrell y del conde de Urgell Armengol I y gracias a ella consiguieron recuperar Córdoba en el verano de 1010. Al frente de la ciudad se puso el antiguo califa Hisham II que logró resistir el asedio de las tropas bereberes durante los tres años siguientes. Durante ese tiempo el palacio de Madinat al-Zahra fue saqueado. Cuando en la primavera de 1013 los bereberes lograron entrar en Córdoba, con su califa Sulaiman al-Mustain encabezándolos, la ciudad fue objeto del pillaje y el saqueo, y muchos de sus habitantes fueron asesinados, incluido el propio califa Hisham II. Los jefes militares bereberes fueron recompensados con grandes territorios con las rentas correspondientes en diversos lugares de la actual Andalucía, entre los que destacó Elvira (la actual Granada).
La desintegración del califato de Córdoba provocó el surgimiento de poderes locales independientes por todo Al-Ándalus, que serán conocidos como taifas. Algunos de estos gobernantes comenzaron a acuñar moneda y en ciertos casos llegaron a proclamar a sus propios califas para legitimar su autoridad — así lo hizo Muyahid en Denia con un miembro de la familia omeya. En este contexto, Alí ben Hamud al-Nasir, de la dinastía norteafricana de los Hammudíes, se hizo con el poder en Córdoba en 1016 y se autoproclamó califa, después asesinaron al califa Sulayman al-Mustain. Sin embargo, su califato duró poco tiempo y durante los trece años siguientes se sucedieron las proclamaciones y las deposiciones de califas, la mayoría de ellos miembros de la familia omeya, hasta que a finales de 1031 se produjo el levantamiento de población de Córdoba que depuso al último califa y expulsó de la ciudad a todos los omeyas. Fue el final del Califato de Córdoba.

### Califas durante la fitna
La sucesión de califas durante la fitna es el resultado de las revueltas y los enfrentamientos entre los distintos candidatos y que tuvieron como principal escenario la capital, Córdoba. Pese a los problemas internos de la ciudad, la justificación del poder exigían mantener el control de Córdoba, además muchos de los califas fueron proclamados o destituidos por los cordobeses tras alguna revuelta en la propia capital.
| Califa                 | Reinado     | Dinastía | Situación en Córdoba                                          |
| ---------------------- | ----------- | -------- | ------------------------------------------------------------- |
| Muhammad II            | 1009        | Omeya    | Proclamado tras la destitución de Hisham II.                  |
| Sulaimán al-Mustaín    | 1009 - 1010 | Omeya    | Ataca Córdoba y Muhammad II huye a Toledo.                    |
| Muhammad II            | 1010        | Omeya    | Derrota a Sulaimán cerca de la ciudad.                        |
| Hisham II              | 1010 - 1013 | Omeya    | Proclamado tras el asesinato de Muhammad II.                  |
| Sulaimán al-Mustaín    | 1013 - 1016 | Omeya    | Regresa a Córdoba tras el asesinato de Hisham II.             |
| Alí ben Hamud al-Nasir | 1016 - 1018 | Hammudí  | Llega desde Ceuta y conquista Córdoba.                        |
| Abderramán IV          | 1018        | Omeya    | Proclamado en Játiva no llegó a controlar nunca Córdoba.      |
| Al-Qasim al-Mamun      | 1018 - 1021 | Hammudí  | Sucesor de su hermano al-Nasir en Córdoba.                    |
| Yahya al-Muhtal        | 1021 - 1023 | Hammudí  | Toma Córdoba tras la huida de su tío a Sevilla.               |
| Al-Qasim al-Mamun      | 1023        | Hammudí  | Su sobrino se retira a Málaga y retoma la capital.            |
| Abderramán V           | 1023 - 1024 | Omeya    | Proclamado tras la huida de Córdoba de Al-Qasim.              |
| Muhammad III           | 1024 - 1025 | Omeya    | Proclamado tras el asesinato de Abderramán V.                 |
| Yahya al-Muhtal        | 1025 - 1026 | Hammudí  | Breve estancia en la capital ya que gobierna desde Málaga.    |
| Interregno (1026-1027) |             |          |                                                               |
| Hisham III             | 1027 - 1031 | Omeya    | Proclamado tras la expulsión del gobernador hammudí de Yahya. |

## Consecuencias
La fitna supuso el fin de la hegemonía del estado andalusí en la península ibérica que se fue decantando a partir de entonces hacia los reinos cristianos del norte. Desde ese momento las riquezas dejaron de circular de norte a sur para tomar la dirección contraria, como lo demostraría que por primera vez en siglos comenzaran a acuñarse monedas de oro en los estados cristianos: los mancusos que imitaban los dinares andalusíes — los primeros fueron acuñados por el condado de Barcelona. «Esta inyección de riquezas que tenían procedencias meridionales pronto se reflejó en iglesias y monasterios. El altar de oro de la catedral de Gerona recamado de piedras preciosas y labrado entre 1027 y 1038, las arquetas de marfil con inscripciones árabes que fueron destinadas en muchos lugares a guardar reliquias o, en fin, las preciosas telas de seda que pronto se generalizaron entre los más poderosos...».
Otra consecuencia de la fitna serán los primeros reinos de taifas que sucedieron al desaparecido Califato de Córdoba. Este no será un periodo pacífico, ya que los distintos reinos de taifas combatirán entre sí hasta la llegada a la península de los almorávides en 1085.